# Dennis Kloser
Dennis Kloser (* 22. Mai 1991 in Hard) ist ein österreichischer Fußballspieler.

## Karriere

### Verein
Kloser begann seine Karriere beim FC Hard. Zur Saison 2003/04 wechselte er zu Schwarz-Weiß Bregenz. Zur Saison 2005/06 kam er in die AKA Vorarlberg. Zur Saison 2006/07 wechselte er in die Schweiz in die Jugend des FC St. Gallen. Im April 2007 spielte er in St. Gallen auch ein Mal für die Reserve des FCSG in der drittklassigen 1. Liga. Zur Saison 2009/10 wechselte der Offensivspieler nach Dänemark in die Jugend des Esbjerg fB.
Nach fünf Jahren im Ausland kehrte Kloser zur Saison 2011/12 nach Österreich zurück und wechselte zu den drittklassigen Amateuren des SCR Altach. Im August 2011 debütierte er für die Profis von Altach in der zweiten Liga, als er am zehnten Spieltag jener Saison gegen den First Vienna FC in der 90. Minute für Orhan Ademi eingewechselt wurde. Dies sollte zugleich sein einziger Zweitligaeinsatz für den SCRA bleiben. Für die Amateure kam er insgesamt zu 13 Einsätzen in der Regionalliga. Im Jänner 2012 wechselte er innerhalb der zweiten Liga zum SC Austria Lustenau. In Lustenau spielte er aber ausschließlich für die Amateure in der Vorarlbergliga, in der er neunmal eingesetzt wurde.
Zur Saison 2012/13 zog er weiter innerhalb der Liga zum Stadtrivalen FC Lustenau 07. Für Lustenau kam er insgesamt zu 17 Zweitligaeinsätzen. Nach der Saison 2012/13 war der Verein jedoch pleite und wurde in die siebte Liga versetzt, woraufhin Kloser den Klub nach einer Spielzeit wieder verließ. Der Mittelfeldspieler wechselte anschließend zur Saison 2013/14 nach Liechtenstein zum in der vierten Schweizer Liga spielenden FC Balzers. Für Balzers kam er zu 20 Einsätzen in der 1. Liga, in denen er fünf Tore erzielte. Zur Saison 2014/15 kehrte Kloser wieder nach Österreich zurück und schloss sich dem Regionalligisten FC Höchst an. Für Höchst kam er zu 20 Einsätzen in der Westliga, aus der er mit dem Klub zu Saisonende aber abstieg. In der Saison 2015/16 spielte er dann elfmal für den Verein in der Vorarlbergliga.
Zur Saison 2016/17 wechselte er zum Ligakonkurrenten Schwarz-Weiß Bregenz, für dessen Vorläufer er bereits in seiner Jugend gespielt hatte. Mit Bregenz stieg er 2019 in die neu geschaffene Eliteliga Vorarlberg auf. Insgesamt kam er für Schwarz-Weiß zu 98 Einsätzen in den Spielstufen drei und vier, in denen er 22 Tore erzielte. Nach der Saison 2019/20 verließ er den Klub. Nach einer Saison ohne Klub wechselte er zur Saison 2021/22 zum Ligakonkurrenten FC Lauterach.

### Nationalmannschaft
Kloser spielte im Februar 2008 einmal für die österreichische U-17-Auswahl.